# Bernard Drainville

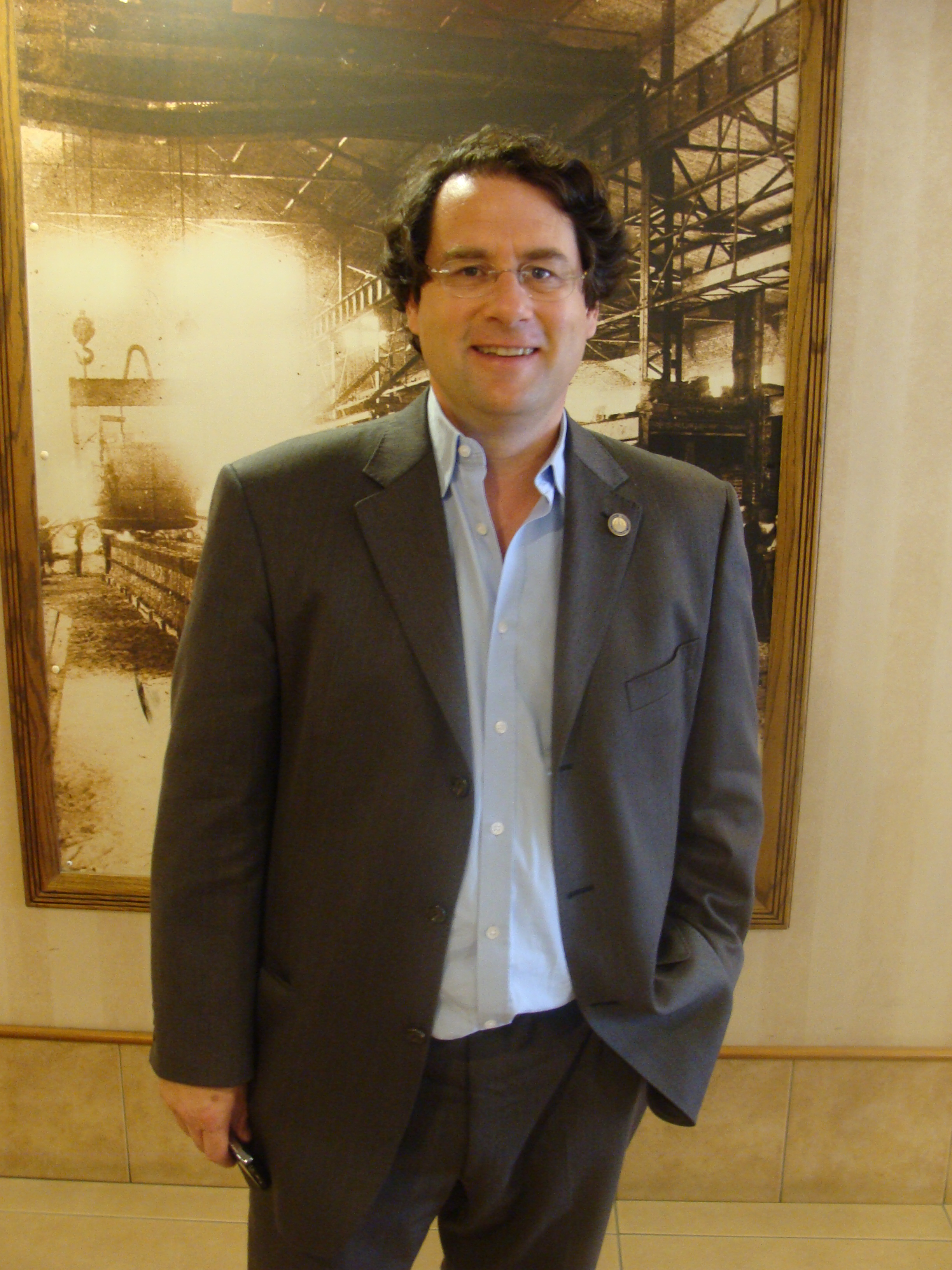
Bernard Drainville

Bernard Drainville (nacido el 6 de junio de 1963 en Île Dupas, Quebec) es un político, presentador de televisión y periodista de Quebec. Es miembro de la Asamblea Nacional de Quebec por Marie-Victorin en Longueuil y representa el Partido Quebequense.

## Carrera
Drainville asistió a la Universidad de Ottawa, y obtuvo una licenciatura en ciencias políticas y una maestría en Relaciones Internacionales en la London School of Economics. En 1989, se unió a Drainville Radio-Canadá, donde trabajó como periodista en la filial de Windsor. Fue corresponsal para América Latina en 2001 y fue detenido una vez en México y una segunda por las Fuerzas Armadas Revolucionarias de Colombia. Posteriormente y hasta 2007, trabajó como presentador de televisión en el canal de noticias RDI de la red y fue el corresponsal en la Asamblea Nacional y de la Casa de los Comunes canadiense desde 1998 hasta 2001. Fue el moderador del debate de los candidatos a la alcaldía  de Montreal Gerald Tremblay y Pierre Bourque durante la campaña electoral municipal de 2005.
Drainville saltó a la política provincial como candidato del Partido Quebequense por Marie-Victoriny fue elegido a la Asamblea Nacional de Quebec en las elecciones de 2007.
- Datos: Q2897818
- Multimedia: Bernard Drainville / Q2897818